# Resident Evil: The Darkside Chronicles
Resident Evil: The Darkside Chronicles, Biohazard: The Darkside Chronicles (яп. バイオハザード ダークサイド・クロニクルズ Байохадза:до/Да:кусайдо Куроникурудзу, Биологическая угроза: Хроники тёмной стороны), — компьютерная игра в жанре рельсового шутера для консоли Wii, разработанная Capcom и Cavia. Игра была выпущена 17 ноября 2009 года в Северной Америке, в Европе — 27 ноября 2009, в комплекте с Wii Zapper.
Вместе с игрой The Umbrella Chronicles будет выпущена как Resident Evil Chronicles HD Collection для PlayStation 3 в июне 2012 года.

## Игровой процесс
The Darkside Chronicles — рельсовый шутер. Во время игрового процесса партнёр игрока замечает на экране. Появилось кое-что новое, позволяющее избежать сходства The Darkside Chronicles с другими рельсовыми шутерами. Были внесены также некоторые изменения в геймплей: например, сделано так, чтобы игрокам было легче попадать в голову. Игра автоматически регулирует свою трудность в зависимости от уровня квалификации игроков. Другие новые особенности включают в себя онлайн лидеров и система, позволяющая рассказывать игрокам друг о друге на сессии кооператива.

## Сюжет
Сюжет игры вращается вокруг личных историй и трагедий героев серии. Основное внимание сосредоточено на пересказах событий Resident Evil 2 и Resident Evil Code: Veronica, а также есть новая глава. В сценарии Resident Evil 2 игрок берет на себя управление главными героями — Леоном Кеннеди и Клэр Редфилд, а также Шерри Биркин, действующей в качестве главного героя в одной из глав. В сценарии Resident Evil Code: Veronica главной героиней становится Клэр, которую сопровождает заключённый с острова Рокфорт Стив Бёрнсайд, а затем и её брат Крис Редфилд.

### Сценарии
Операция Хавьер
В 2002 году, где-то в Южной Америке, Леон Кеннеди и его напарник Джек Краузер ищут Хавьера Идальго, экс-наркобарона, который, как сообщалось, был приближённым корпорации Umbrella. Однако, когда Леон и Джек оказываются в соседней деревне, они обнаруживают, что люди там были превращены в зомби. Кеннеди и Краузер нашли гида, который перед своей смертью говорит, что девушка Мануэла «принесла чертей в эту деревню». По пути сражаясь с голодными пираньями, напарники в конечном итоге находят девушку, но им приходится столкнуться с существом, которое взяло под контроль деревню. Они успешно побеждают его после того, как Леон стреляет в колокольню, что приводит к падению колокола на это существо. Сценарий возобновляется после событий Resident Evil 2.
Из-за повышения уровня воды выжившим приходится бежать к водохранилищу, где ждут Хавьер и его зомби. Хавьер приказывает монстрам атаковать Леона и Краузера, когда те пытаются спасти Мануэлу. Хавьер говорит, что Мануэла — его дочь, и что она заражена вирусом Т-Вероника. Леон рассказывает Краузеру про «Игру забвения» — инцидент из Resident Evil Code: Veronica, чтобы дать ему понятие о вирусе. Также они оба узнают, что Мануэла регулярно получала дозы вируса Т-Вероника, чтобы тот поддерживал её жизнь. В этот момент Краузер наконец говорит Леону, что рассматривает его как достойного партнёра. Вскоре после этого они узнают, что причиной похищения молодых девушек Хавьером было его обоснованное желание извлекать их органы для выполнения трансплантаций — чтобы вылечить Мануэлу. Потом появляется гигантское чудовище, которое загоняет Леона и Краузера в засаду, где они вскоре узнают, что это на самом деле мать Мануэлы. Она мутировала из-за неспособности держать вирус под контролем. Перед своей смертью она стреляет шипами из своего тела, один из которых попадает в руку Краузера. После победы над матерью Мануэлы Хавьер внедряет вирус Т-Вероника в своё тело. Он начинает мутировать и нападает на Леона и раненного Краузера. Мануэла помогает им в бою против своего отца с помощью вируса, рискуя сама превратиться в монстра. Все трое выживают и спасаются на вертолёте. Правительство США заботится о Мануэле, а история Леона и Краузера продолжается в Resident Evil 4.
Альтернативный конец происходит, если игрок тратит слишком много времени, чтобы победить финального босса, где Мануэла теряет слишком много крови и умирает в вертолёте.
Воспоминания о Потерянном Городе
Этот сценарий пересказывает события Resident Evil 2, приводящего к тому, что Леон и Клэр уничтожают G (видоизмененного Уильяма Биркина). Клэр Редфилд и Леон Кеннеди только что прибыли в Раккун-Сити и сразу узнают, что город наполнен зомби и другими монстрами. Они решают пойти в отделение полиции, надеясь найти ответы и обнаружить причастность корпорации Umbrella к происходящему. Дочь Уильяма, Шерри, становится целью своего мутировавшего отца, и Леон с Клэр должны защитить девочку от становления монстром по вине G-вируса. Всё время они преследуются Тираном и встречают таинственную Аду Вонг.
Игра Забвения
Игра Забвения — это сокращённый пересказ Resident Evil Code: Veronica, где Клэр Редфилд и Стив Бёрнсайд вместе пытаются сбежать с острова Рокфорт на гидроплане, имея необходимость спорить с больным психозом Альфредом Эшфордом, и потом с его сестрой Алексией. Клэр и Стив в конечном счёте оказываются разделены, и Крис прибывает, чтобы помочь ей найти его, попутно преследуя Алексию. В этом повторении истории отец Алексии и Альфреда Александер Эшфорд делает своё первое физическое появление, в видео, перед становлением монстром, известным как Носферату.
Падения Тьмы
Падения Тьмы являются скрытой историей игры, которая рассказывает о Краузере. Этот сценарий следует сразу после принятия Леона Краузером в середине игры. Поскольку они с Мануэлой двигаются всё глубже в укрытии Хавьера, вера Краузера оказывается поколеблена, когда тот обнаружил фон Леона. Когда он узнает больше о намерениях Хавьера воспользоваться вирусом, он находит себя, начиная принимать взгляды Хавьера. Рана, полученная во время борьбы против видоизмененной матери Мануэлы, заставляет Краузера потерять уверенность в том, что произойдёт с ним после завершения миссии. Во время заключительного сражения против видоизмененного Хавьера Мануэла использует свой вирус Т-Вероники, чтобы бороться с отцом. Демонстрация возможностей вируса Т-Вероники помогает Краузеру убедиться в том, что тёмная сторона — тот путь, который он должен принять, особенно когда он понимает, что вооружённые силы бросят его, как только узнают о его ране. После миссии обнаружилось, что нет никакого способа излечить руку Краузера и он инсцерирует свою смерть, после чего ищет Вескера для получения мощи.

## Развитие
The Darkside Chronicles было решено развивать как рельсовый шутер, потому что Кавата заявил, что это лучший способ пересказать сценарии, не включённые в предыдущую игру. Он хотел поставить намного больший акцент на horror, используя систему камеры, которая попытается передать смысл того, чтобы фактически быть в игре. Чтобы исследовать реалистическую камеру, дрожащую в беспокойных ситуациях, один из членов команды был в городе в течение дня, чтобы сделать тесты движения с видеокамерой. Другой важный аспект создания атмосферы игры достигал высококачественной графики, для которой Cavia использовал все их ресурсы. Кавата был очень доволен результатом и сказал, что единственной вещью, действительно мешающей настройкам изображения для консолей следующего поколения, является отсутствие HD-дисплея. Он также отметил, что существует множество привлекательного содержания для использования в других играх серии Chronicles, и решение их развития в значительной степени будет зависеть от будущего участия Cavia.
Поскольку развитие игры началось перед производством Resident Evil: Degeneration и из-за различного периода, Кавата исключил связи с CG-фильмом и Resident Evil 5, хотя он намекнул на появление новых героев и исследование семейных связей Биркина и Эшфордов.

## Саундтрек
Для музыки в The Darkside Chronicles были возвращены ветераны серии Сюсаку Утияма и Такэси Миура, для того чтобы составить треки для пересказов игр, потому что изначально Утияма отвечал за музыку в Resident Evil 2, а Миура — в Resident Evil Code: Veronica. Часть саундтреков была записана с группой более чем из 40 музыкантов, известных как Tokyo Shitsunaigaku Kyokai Co, и с хором из 30 певцов. Оркестровые меры были сделаны игрой и композитором аниме Ёсихиса Хирано, который также высоко квалифицировался на классической музыке.

## Оценки
| Сводный рейтинг    | Сводный рейтинг |
| Агрегатор          | Оценка          |
| ------------------ | --------------- |
| GameRankings       | 74,55 %         |
| Иноязычные издания |                 |
| Издание            | Оценка          |
| GameSpot           | 6,0 из 10.      |
| IGN                | 8,1 из 10.      |